# Saint-Hubert (Francia)
Saint-Hubert è un comune francese di 220 abitanti situato nel dipartimento della Mosella nella regione del Grand Est.

## Società

### Evoluzione demografica
Abitanti censiti

### Galleria d'immagini

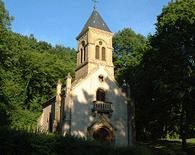
Rabas
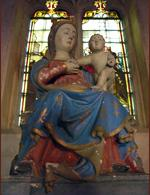
Notre-Dame-de-Rabas